# Римський Григорій Михайлович
Римський (Ларін-Римський) Григорій Михайлович (1883 — 25 березня 1937, Париж, Франція) — перший голова Луганської ради робітничих депутатів, редактор газети «Донецкая жизнь», земський діяч.

## Біографія
Член РСДРП(м). Редактор опозиційної газети «Донецкая жизнь».
6 березня 1917 року обраний головою Луганської ради робітничих депутатів.
У травні 1917 року стало відомо про його співпрацю з царським режимом і йому довелось піти у відставку.
У 1920 році заарештований чекістами, однак йому вдалося втекти. Деякий час перебував на контрольованому білими Криму. Згодом евакуювався з Новоросійська до Константинополя.
На еміграції працював у видавництві «Преса» та стамбульській російсько-французькій газеті «Press de Soir».
У 1922 році переїхав до Парижа, де став директором типографії. Друкувався в російській діаспорній пресі.

## Твори
- Очерки безвременья (впечатления и воспоминания об эвакуации ученых, журналистов и писателей. Февраль-апрель 1920 г.). – Париж, 1922.
- Правительственный антисемитизм в Советской России // Еврейская трибуна, 1923, 7 сентября (No 170), с. 3.